# Jetix (España)
Jetix fue un canal de televisión por suscripción español de origen estadounidense, propiedad de Jetix España S.L., una sociedad conjunta entre Jetix Europe N.V. y Sogecable, ambos en un 50%. El canal fue lanzado al aire el 7 de enero de 2005, sustituyendo a la versión española de Fox Kids, y finalizó sus emisiones el 18 de septiembre de 2009. Considerado el canal sucesor de Fox Kids, estuvo al aire hacia finales de 2004 hasta 2009, cuando fue reemplazado por la versión española de Disney XD.

## Historia
El canal inició sus emisiones en España con el nombre de Fox Kids el 15 de noviembre de 1998, en reemplazo del canal infantil Minimax. Este último canal era propiedad de Sogecable y era ofrecido en su oferta de canales en Canal Satélite Digital desde 1993 (para entonces, en el servicio analógico de Canal Satélite). Fox Family Worldwide Inc., compañía dueña de las operaciones internacionales de Fox Kids, adquiere el 50% de las acciones de Minimax (mediante su filial europea Fox Kids Europe N.V., basada en Holanda) y lo relanza como Fox Kids en 1998. El canal pasa a ser gestionado bajo la sociedad Fox Kids España S.L., una joint venture entre Fox Kids Europe N.V. y Sogecable.
En 2001, Saban Entertainment Inc. y News Corporation deciden vender Fox Family Worldwide a The Walt Disney Company. Esta compra incluía a Fox Kids Europe N.V. y por ende a la señal española del canal.
El 5 de abril de 2004, Fox Kids lanzó Jetix como un bloque de programación dentro del canal con series de acción en estreno. Con el fin de dejar de usar la marca Fox, el canal es relanzado como Jetix el 7 de enero de 2005 en España. La sociedad encargada de la gestión del canal cambia de nombre a Jetix España S.L., mientras que la empresa Fox Kids Europe N.V. pasa a denominarse Jetix Europe N.V.
En 2008, The Walt Disney Company compra el 25% de acciones restantes en Jetix Europe NV (que estaba siendo cotizada por varios inversores en la Bolsa de Ámsterdam) y obtiene el control total de la compañía. De esta manera, la compañía comienza a cambiar de nombre de los canales Jetix para unificar la marca con Disney. El 1 de septiembre de 2008 el canal pasó al Dial 29 en todos los operadores. Los canales Jetix en la mayoría de países de Europa pasaron a llamarse Disney XD. En España, el cambio se produjo el 18 de septiembre de 2009, finalizando Jetix sus emisiones en España. Jetix España S.L. como joint venture (ahora entre Sogecable y The Walt Disney Company Spain & Portugal) siguió gestionando las operaciones de Disney XD hasta 2016, cuando fue absorbida dentro de Disney Spain & Portugal.

## Series
Algunas de las series emitidas en Jetix fueron :
- ¿Qué Pasa con Andy?
- A.T.O.M. Alpha Teens On Machines
- Astroboy
- Beyblade
- Beyblade V-Force
- Combo Niños
- Crónicas Pokémon
- Digimon Adventure
- Digimon Adventure 02
- Digimon Tamers
- Digimon Frontier
- Dinosaur King
- Flint, y los Viajeros del Tiempo
- Gadget y los Gadgetinis
- Galactik Football
- Hamtaro
- Iggy Arbuckle
- Inspector Gadget
- Iron Kid
- Iznogud
- Jacob Two Two
- Kid Músculo
- Kid Paddle
- Kid vs. Kat
- La bruja aburrida
- La escuela del agujero negro
- Las aventuras de Jackie Chan
- Las Tortugas Ninja
- Las tres mellizas
- Los Quintillizos
- Los 4 Fantásticos
- Los chicos de la clase 402
- Magi-Nation
- Martin Mystery
- Medabots
- MegaMan NT Warrior
- Memé y el Sr. Bobo
- Meme y la Pandilla
- Monster Buster Club
- Mortadelo y Filemón
- Naruto
- Ninja Warrior
- Oban Star-Racers
- One Piece
- Pretty Cure
- Pig City
- Planeta Sketch
- Pokémon: ¡Hazte con todos!
- Pokémon: Las Islas Naranja
- Pokémon: The Johto Journeys
- Pokémon: Johto League Champions
- Pokémon: Master Quest
- Pokémon Advanced
- Pokémon Advanced Challenge
- Pokémon Advanced Battle
- Pokémon Battle Frontier
- Pokémon: Diamante y Perla
- Pokémon: Battle Dimension
- Pokemon Mundo Misterioso
- Pokemon Mundo Misterioso 2
- Power Rangers Ninja Storm
- Power Rangers Dino Thunder
- Power Rangers S.P.D.
- Power Rangers Mystic Force
- Power Rangers Operation Overdrive
- Pucca
- Rebelde Way
- Roboroach
- Romeo y Julieta (telenovela)
- Shuriken School
- Sonic X
- Spider-Man
- Storm Hawks
- Super Escuadrón Ciber Monos Hiperfuerza ¡Ya!
- Team Galaxy
- Totally Spies
- Tutenstein
- Tres Amigos y Jerry
- W.I.T.C.H.
- Wunschpunsch
- X-Men
- Yin Yang Yo!
- Zatch Bell

## Bloques de programación en España

### Jetix Max
Bloque contenedor que se emitía los fines de semana en el que era habitual los estrenos de nuevas series y películas. Además también se realizaban sorteos.

### Hora Anime
Espacio dedicado a emitir Anime.

### Mara13tones
Bloque en el que se emitían 13 episodios de alguna serie del tirón.

### Planeta Pokémon
Un espacio heredado del canal Fox Kids en el que se presentaban los nuevos episodios de Pokémon y se hacían reportajes de Pokémon y algunas entrevistas. Sus presentadores fueron David Moreno (2005-2007, 2009) y Joy Rodríguez (2008).

### Zona Chicas
Espacio de series dedicadas al público femenino.

### Cineskopio
Bloque en el cual se transmitía películas, duró hasta el cese del canal en el 2009.

## Copa Jetix
De nombre completo Copa Jetix Kids Cup, fue la continuación de la copa Fox Kids. Se trataba de una copa internacional de fútbol infantil de 8 a 14 años que fomentaba la deportividad, la importancia de una vida sana, el intercambio cultural y la diversión por el deporte.
La final del 2004 se jugó en las instalaciones de la Escuela de fútbol Manchester United, a unos minutos a pie de DisneyLand Resort París. Duró 5 días y participaron 16 países en los que se incluyen Estados Unidos, Francia, Alemania, España, Italia, Holanda, Noruega, Gran Bretaña, Bulgaria, Hungría, Georgia, Rusia, Israel, Argentina, Brasil y México. Unos 256 niños en total. Los ganadores fueron el equipo masculino de Israel y el equipo femenino de los Estados Unidos. Los subcampeones fueron el equipo masculino de Brasil y el femenino de España.
La final del 2005 se jugó en Ohio, Estados Unidos el 29 de julio.
La final del 2006 se jugó en Alemania, en el estadio olímpico del 3 al 5 de julio. La selección española masculina y femenina estuvo formada por los alumnos de la escuela de futbol Peloteros de Sevilla. Los ganadores fueron Estados Unidos en categoría masculina y Brasil en femenina.
La final del 2007 se jugó en Costa do Sauípe, Brasil a finales de junio. En categoría masculina jugó Brasil contra Argentina y gana Brasil y en femenina jugó Brasil contra México y gana esta última. Solo hubo participantes de Latinoamérica los cuales fueron Argentina, Brasil, México y Chile. En total jugaron 8 equipos. Tuvo una participación de 8.800 jugadores.
La final del 2008 se jugó en el Club Med de Itaparica en Salvador de Bahía (Brasil) del 25 al 26 de julio. Juegan Colombia y Brasil en categoría masculina, siendo esta primera la campeona y en categoría femenina Brasil gana a México. Solo hubo participantes de Latinoamérica, que fueron Argentina, Brasil, México, Chile y Colombia. En total jugaron 10 equipos, cinco de niños y cinco de niñas. La participación total, contando las eliminatorias, fue de unos 12.000 jugadores.
En el 2009 fue cambiada a Copa Disney y en el 2010 se celebró su última edición.

## Revista
Jetix y la editorial CSR Junior lanzaron al mercado Jetix Magazine, una revista mensual dirigida a niños de entre 7 y 12 años.
Tuvo una tirada inicial de 100.000 ejemplares y un precio de 4,95 euros. Esta revista es muy similar a la revista Fox Kids. Se llegaron a lanzar 36 números de Jetix Magazine en los que se incluian entrevistas, reportajes, la programación del canal de ese mes, cómics originales, pasatiempos, información sobre lo último en música, cine, videojuegos y también regalos. El director fue Carlos Ortega Urretavizcaya. 
El contenido se trabajó con base en un cuestionario de la página web oficial de Jetix en el que participaron 2000 niños.